# Bonaventure (ancienne circonscription fédérale)
Pour les articles homonymes, voir Bonaventure.
Bonaventure (aussi connu sous le nom de Bonaventure—Îles-de-la-Madeleine) fut une circonscription électorale fédérale de la région de Gaspésie—Îles-de-la-Madeleine au Québec. Elle fut représentée de 1867 à 1997.
C'est l'Acte de l'Amérique du Nord britannique de 1867 qui créa ce qui fut appelé le district électoral de Bonaventure. Renommée Bonaventure—Îles-de-la-Madeleine en 1971, elle fut fusionnée à la circonscription de Gaspé—Bonaventure—Îles-de-la-Madeleine en 1996.

## Géographie
En 1987, la circonscription de Bonaventure comprenait:
- Les villes de Carleton et de New Richmond
- Le comté de Bonaventure, excepté les localités de Sainte-Germaine-de-l'Anse-aux-Gascons, Port-Daniel-Est et Bonaventure-Routhierville
- Le comté des Îles-de-la-Madeleine

## Députés
1. 1867-1879 — Théodore Robitaille, Conservateur
2. 1879¹-1882 — Pierre-Clovis Beauchesne, Conservateur
3. 1882-1891 — Louis-Joseph Riopel, Conservateur
4. 1891-1897 — William LeBoutillier Fauvel, Libéral
5. 1897¹-1900 — Jean-François Guité, Libéral
6. 1900-1937 — Charles Marcil, Libéral
7. 1937¹-1939 — Pierre-Émile Côté, Libéral
8. 1940-1944 — J.-Alphée Poirier, Libéral
9. 1945-1957 — Bona Arsenault, Indépendant & Libéral
10. 1957-1958 — Nérée Arsenault, Progressiste-conservateur
11. 1958-1962 — Lucien Grenier, Progressiste-conservateur
12. 1962-1979 — Albert Béchard, Libéral
13. 1979-1984 — Rémi Bujold, Libéral
14. 1984-1993 — Darryl Gray, Progressiste-conservateur
15. 1993-1997 — Patrick Gagnon, Libéral

¹ = Élections partielles